# Plantation Destrehan
La plantation Destrehan est l'une des plus anciennes plantations du Sud des États-Unis. Elle se situe à Destréhan, en Louisiane. D'une architecture néo-classique, elle se caractérise par son toit à double pente.

## Histoire
- La maison des maître est construite en 1787 pour Robert Antoine Robin de Logny, sur sa plantation d'indigo. Elle est ensuite achetée par Marie Claude Céleste Eléonore Robin de Logny (1770-1824), la femme de Jean-Noel Destrehan (1759-1823)[2].
- En 1811, la plantation a servi de tribunal lors du procès et de l'exécution de 18 esclaves capturés après la révolte de La Nouvelle-Orléans[3].

## Galerie

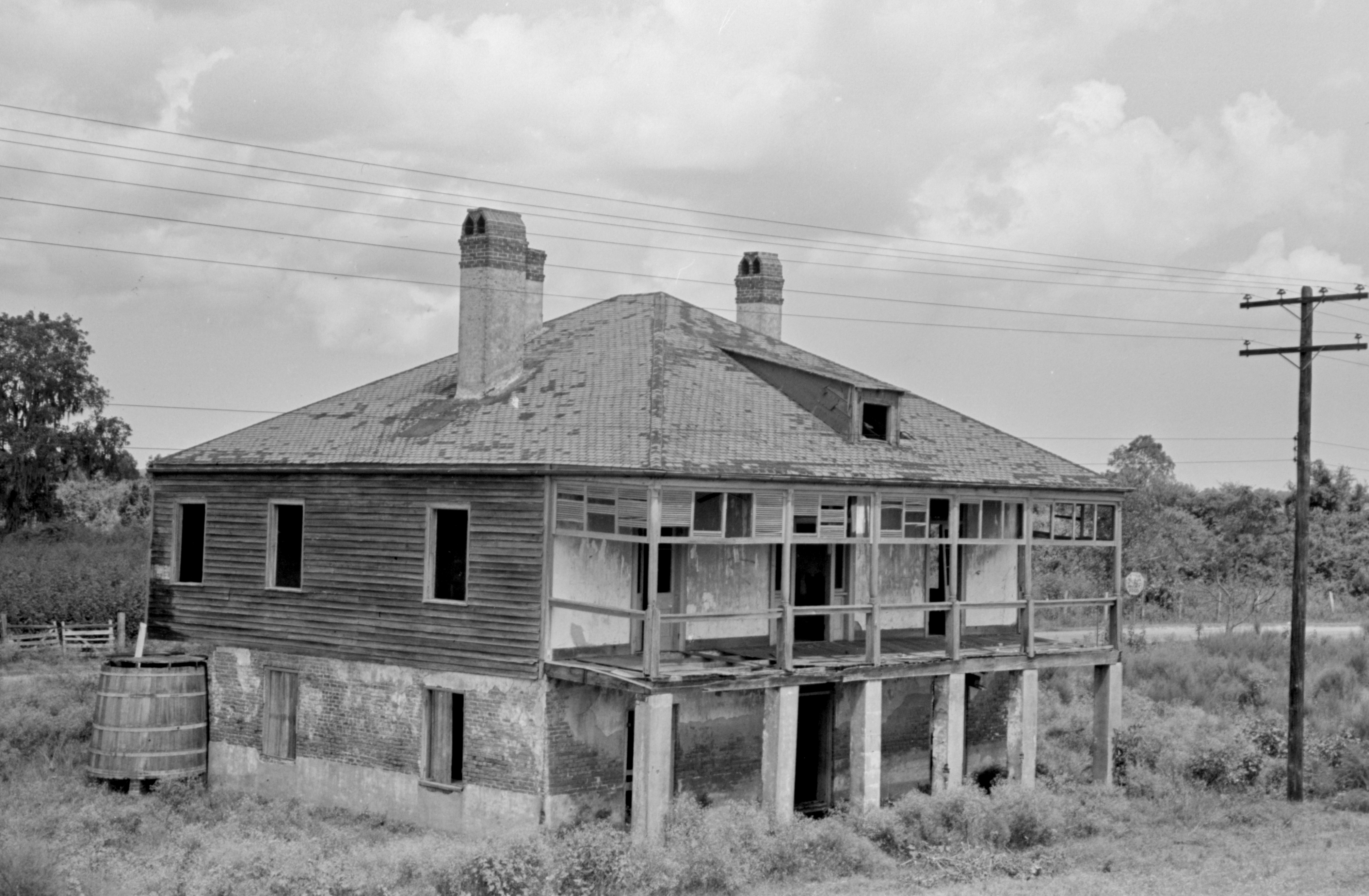
Vue d'une maison abandonnée de la plantation en 1938
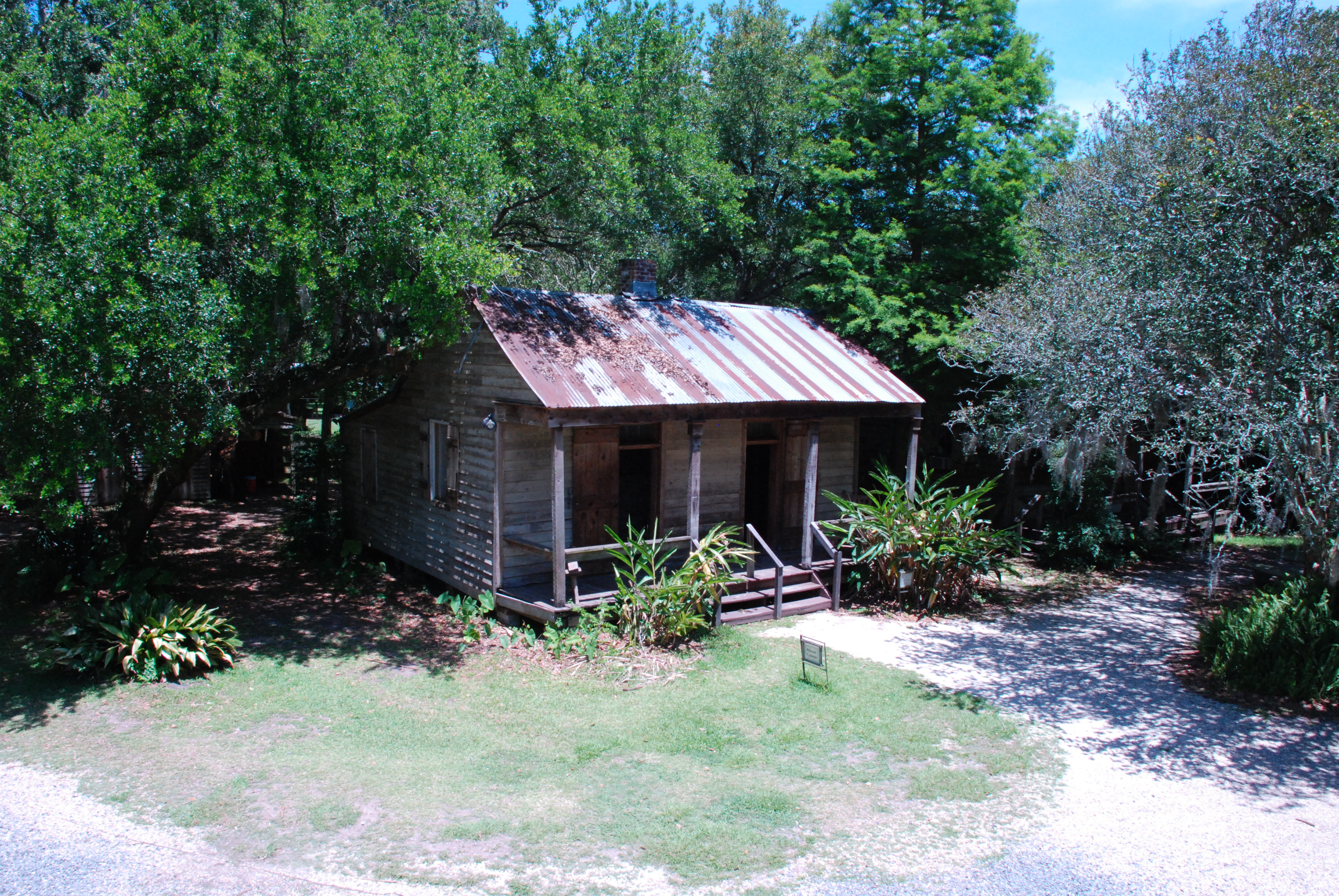
Restauration d'une ancienne maison d'esclave dans la plantation
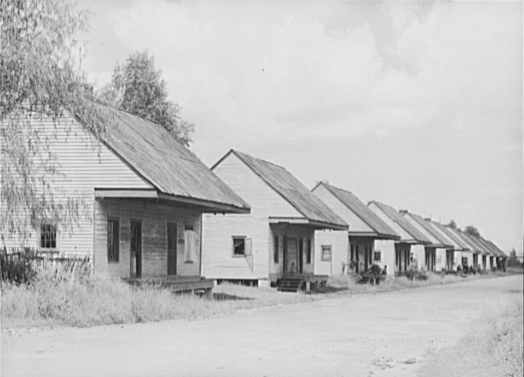
Maison de noirs à Destrehan en 1938
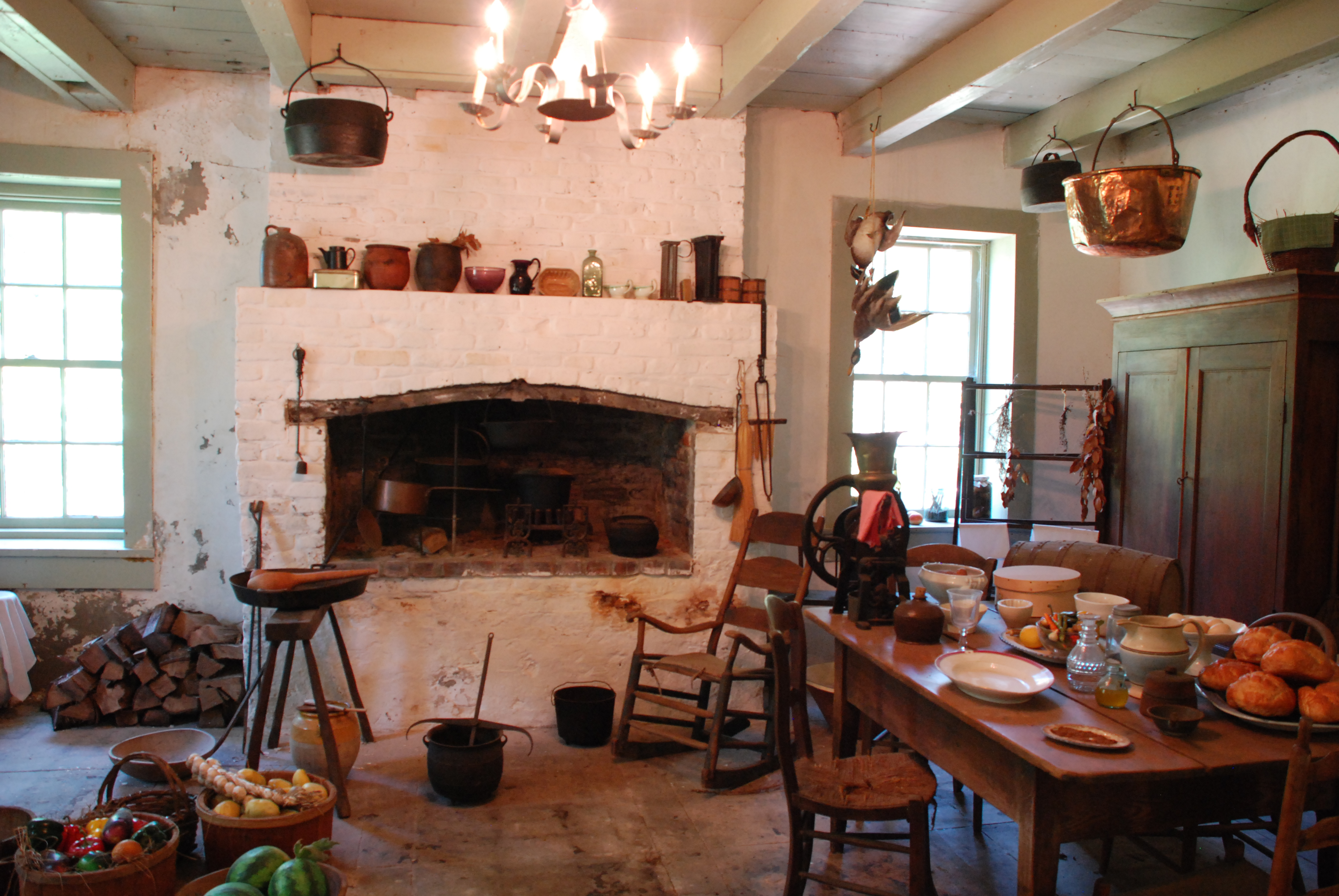
Cuisine de la plantation
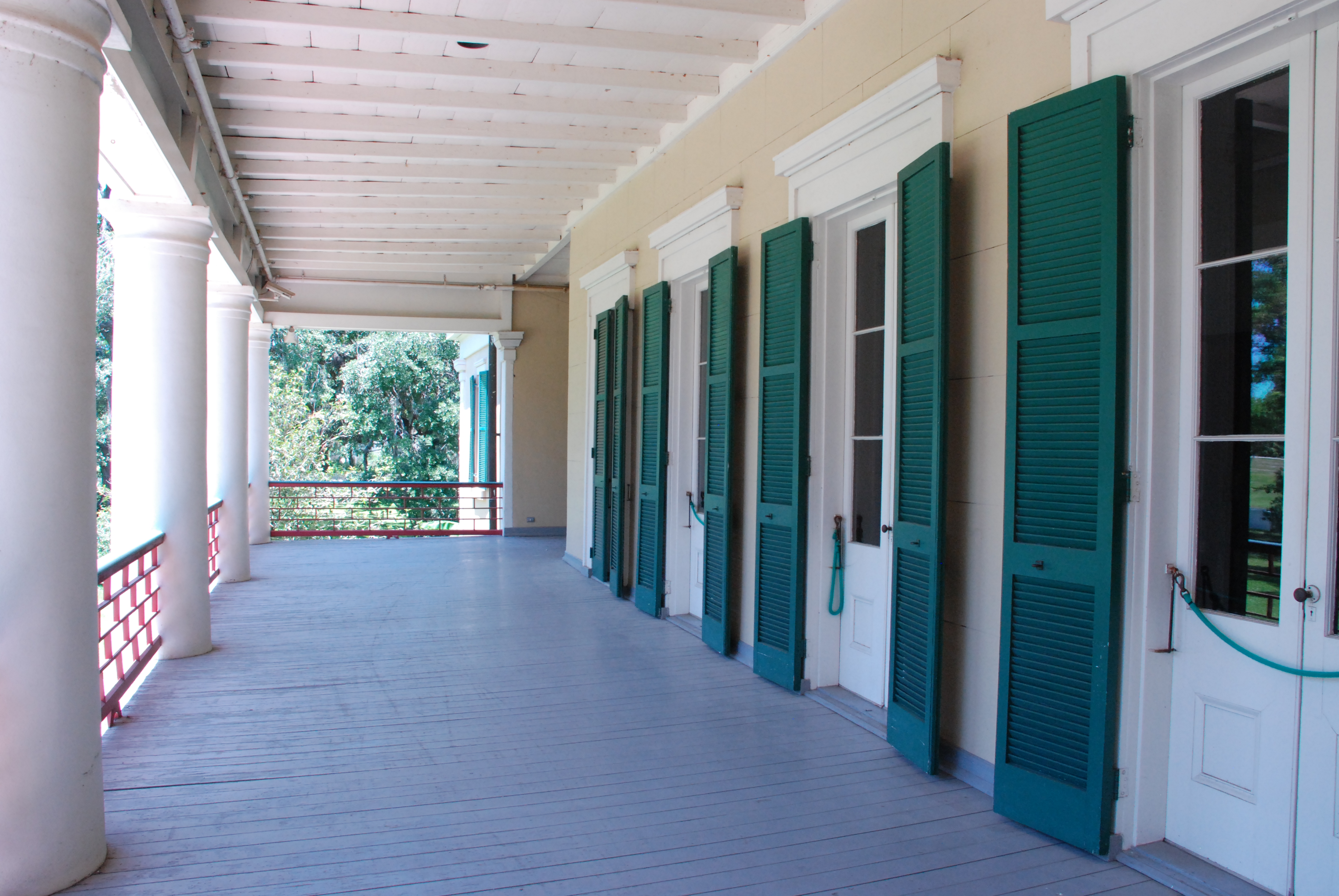
Veranda de la Maison principale